# Dom ljuger igen
Dom ljuger igen är Mob 47:s andra 7" EP inspelad i Bowlingstudion i Stockholm sommaren 2007.

## Låtlista
Sida A
1. Deathrow
2. Politiskt korrekt
3. Apocalyptic report
4. Knulla i TV

Sida B
1. Nitlott
2. Brutal nedladdning
3. Child molester
4. Dom ljuger igen

## Medlemmar
- Åke Henriksson, gitarr
- Jörgen Östgård, sång
- Johan Torsén, bas
- Christer Lindholm, trummor